# Осока двуцветная
Осо́ка двуцве́тная (лат. Carex bicolor) — многолетнее травянистое растение, вид рода Осока (Carex) семейства Осоковые (Cyperaceae).

## Ботаническое описание
Серо-зелёное растение с ползучим корневищем, с короткими боковыми побегами.
Стебли тонкие, изогнутые, шероховатые, сплюснуто-трёхгранные, 5—25 см высотой.
Листья плоские или с краями, завёрнутыми вниз, жестковатые, 1,5—2 мм шириной, короче стебля. Нижние влагалища светло-бурые, безлистные.
Соцветие пучковидно-кистевидное из сближенных, густых колосков 0,5—1 см длиной. Верхний колосок гинекандрический (внизу на ½ или на 2/3 тычиночный), булавовидный; остальные 2—3 пестичные, продолговато-яйцевидные, почти сидячие или на ножке 0,5—1,5 см длиной, нижний иногда поникающий. Чешуи яйцевидные, тупые, пурпурово-бурые, со светлым килем, короче мешочков. Мешочки двояковыпуклые, обратнояйцевидные, 2,5—2,8 мм длиной, серо-зелёные, перепончатые, с неясными жилками, очень густо покрыты сосочками, на короткой конической ножке, наверху округлые, без носика. Рылец 2. Нижний кроющий лист чешуевидный, с коротким влагалищем до 1 см длиной, равен соцветию или немного превышает его.
Плодоносит в июле.
Число хромосом 2n=50, 52.
Вид описан из Италии.

## Распространение
Северная Европа: горы Швеции и Норвегии, арктическая Скандинавия; Центральная Европа: Пиренеи, Альпы, Карпаты; Арктическая часть России: Малоземельская тундра (сопка Тулово), низовья Печоры (река Юшина), восточная часть Большеземельской тундры, Полярный Урал (река Елец), залив Лаврентия, залив Корфа; Европейская часть России: бассейн Северной Двины (река Пинега), Приполярный Урал (бассейн реки Ляпина); Западная Сибирь: Алтай; Восточная Сибирь: Западные и Восточные Саяны, Прибайкалье, низовья Нижней Тунгуски (66° северной широты), бассейн Мархи, реки Оленёк, Алдана (река Хандыга) и Чары; Северная Америка: арктическая Аляска, Канада, в том числе арктическое побережье (преимущественно западная часть), юго-западная и восточная Гренландия, Алеутские острова (остров Унимак), арктическая часть Лабрадора, юг Баффиновой Земли.
Растёт на галечниках, песчаных отмелях, сырых лужайках по берегам рек и озёр, иногда морей, на болотцах, у ключей; в арктической тундре, лесном и верхнем поясах гор; всюду очень редок.